# Templo de Proserpina (Malta)
El Templo de Proserpina (en maltés Tempju ta' Proserpina) era un templo romano dedicado a Proserpina (la diosa de las estaciones anuales), cuyas ruinas se encuentran actualmente en el municipio de Mtarfa, Malta. Se desconoce la fecha de su construcción original, pero el templo fue renovado en el siglo I a. C. o posteriormente. De las ruinas, descubiertas en 1613, se extrajeron bloques de mármol esculpido que más tarde los Hospitalarios de la Orden de San Juan de Jerusalén utilizaron para decorar edificios en Malta. Del templo sólo quedan hoy algunos fragmentos dispersos.

## Origen del templo
El emplazamiento en el que se erigió el templo es la cima de una pequeña colina, frente a la antigua capital Mdina, de la que está separada por el valle de Gharieshem. Desde el lugar se divisa la bahía de San Pablo.
El templo no parece haber tenido un antecesor púnico, ya que esta diosa era desconocida para la antiguos cartagineses. El culto a Proserpina sugiere una influencia siciliana..

## El redescubrimiento en 1613
Cerca del lugar existía una capilla dedicada a San Nicolás de Bari. En 1613, al excavar los cimientos para erigir una estatua del santo, los obreros descubrieron varios bloques de mármol esculpido, así como una gran inscripción de mármol. En 1613 se encontraron en el lugar numerosos grandes bloques de mármol, así como elementos de columnas, cornisas, capiteles de estilo corintio y losas esculpidas en bajorrelieve. La capilla ya no existe, pero se conserva la estatua de San Nicolás, que marca el emplazamiento del templo.
La ubicación e identificación del templo se describen en las primeras guías de Malta.

### La inscripción de mármol
En 1613 se encontró en el lugar una gran inscripción de mármol.
Del bloque de mármol, que aún estaba intacto cuando se descubrió, solo quedan hoy algunos fragmentos. La primera mención data de 1624, por Giorgi Gualtieri, pero la transcripción original no es muy legible. Más tarde, en 1647, fue transcrita con mayor claridad por Giovanni Francesco Abela que relata las circunstancias de su descubrimiento, después por el francés Jacob Spon en 1685.
Las primeras retranscripciones permitieron restaurarlo. Fragmentos del bloque y su restauración pueden verse actualmente en el Museo Arqueológico Nacional, La Valeta.
La inscripción está recogida en el Corpus Inscriptionum Latinarum   y reza :
CHRESTION AVG. L. PROC

INSVLARVM. MELIT ET GAVL.

COLVMNAS. CVM. FASTIDIIS

ET PARIETIBVS TEMPLI DEÆ

PROSERPINÆ. VETVSTATE

RVINAM IMMINENTIBVS

...................RES

TITUIT. SIMVL ET PILAM

.INAVRAVIT.

La traducción propuesta es: «Crestión, liberto de Augusto, procurador de las islas de Melite y Gaulos, restauró los pilares, el techo y las paredes del templo de la diosa Proserpina, que estaba en ruinas y en peligro de derrumbarse». El final se refiere a un elemento que fue restaurado, pero su nombre, PILAM, se malinterpreta; podría tratarse de una bola, o una columna  o una estatua.
Así pues, el texto está firmado por un tal procurador Crestión. El pequeño tamaño de las islas maltesas parece excluir que un procurador provincial pudiera haber residido allí. Se ha propuesto que era un liberto del emperador, enviado como administrador financiero de la propiedad imperial en Malta. Dado que se menciona a Augusto sin el nombre de ningún otro emperador, es probable que se tratara del propio Augusto. Por tanto, este elemento permitiría datar la inscripción en siglo I antes o después de nuestra era, lo que convierte a esta inscripción en el texto completo en latín más antiguo encontrado en el archipiélago.

## Destrucción del yacimiento y dispersión de sus elementos
A lo largo de los siglos, los diversos elementos del templo se han dispersado, salvado o desviado.
Un gran bloque de mármol fue reutilizado para servir de base al bajorrelieve visible en la entrada principal del Albergue de Italia: hacia 1680, el escultor La'Fe esculpió en él la armas de la Gran Maestre Gregorio Carafa.
Del mismo modo, otros elementos del templo romano se reutilizaron para decorar la fachada de la Castellania cuando se reconstruyó entre 1757 y 1760
Mientras que Miège, en 1840, informaba todavía de algunos restos del templo en el lugar, en 1882 Caruana no encontró prácticamente nada en el lugar, aparte de algunos agujeros de cimentación. Dio algunos destinos a los diversos bloques desenterrados, algunos de los cuales fueron adquiridos por coleccionistas privados. Más recientemente, Cardona intentó referenciar los restos dispersos: además de los dos edificios de la Orden, encuontró, por ejemplo, una columna en el jardín de Villa Lija (actual Villa Ajkla) y trozos de mármol romano en varios edificios de la isla.